# NGC 4615
NGC 4615 est une vaste galaxie spirale située dans la constellation de la Chevelure de Bérénice. NGC 4615 a été découverte par l'astronome prussien Heinrich Louis d'Arrest en 1864.

## Description
Sa vitesse par rapport au fond diffus cosmologique est de 5 022 ± 20 km/s, ce qui correspond à une distance de Hubble de 74,1 ± 5,2 Mpc (∼242 millions d'al).
La classe de luminosité de NGC 4615 est III-IV et elle présente une large raie HI. Elle renferme également des régions d'hydrogène ionisé.
À ce jour, une mesure non basée sur le décalage vers le rouge (redshift) donne une distance d'environ 65,400 Mpc (∼213 millions d'al). Cette valeur est légèrement à l'extérieur des valeurs de la distance de Hubble. Notons cependant que c'est avec la valeur moyenne des mesures indépendantes, lorsqu'elles existent, que la base de données NASA/IPAC calcule le diamètre d'une galaxie et qu'en conséquence le diamètre de NGC 4615 pourrait être d'environ 55,7 kpc (∼182 000 al) si on utilisait la distance de Hubble pour le calculer.

## Supernova
La supernova SN 1987F a été découverte dans NGC 4615 le 23 avril par Thomas Schildknecht et par Natalya Metlova. Cette supernova était de type IIP.

## Un triplet de galaxies?
La base de données NASA/IPAC cite un article qui mentionne que NGC 4613 fait partie d'un triplet de galaxies. Le contenu de cet article n'est pas disponible en ligne, mais les deux autres galaxies sont sans doute NGC 4614 et NGC 4615 situées à proximité sur la sphère céleste.
Les distances de NGC 4614 et NGC 4615 sont respectivement égales à 244 millions a.l. et à 242 millions a.l., assez près l'une de l'autre pour que Abraham Mahtessian considère qu'elles forment une paire de galaxies. La distance de 251 millions de NGC 4613 la place au-delà de cette paire et aucune des sources consultées ne mentionne qu'elle fait partie d'un groupe de galaxies. Son appartenance à un trio de galaxies est donc incertaine.

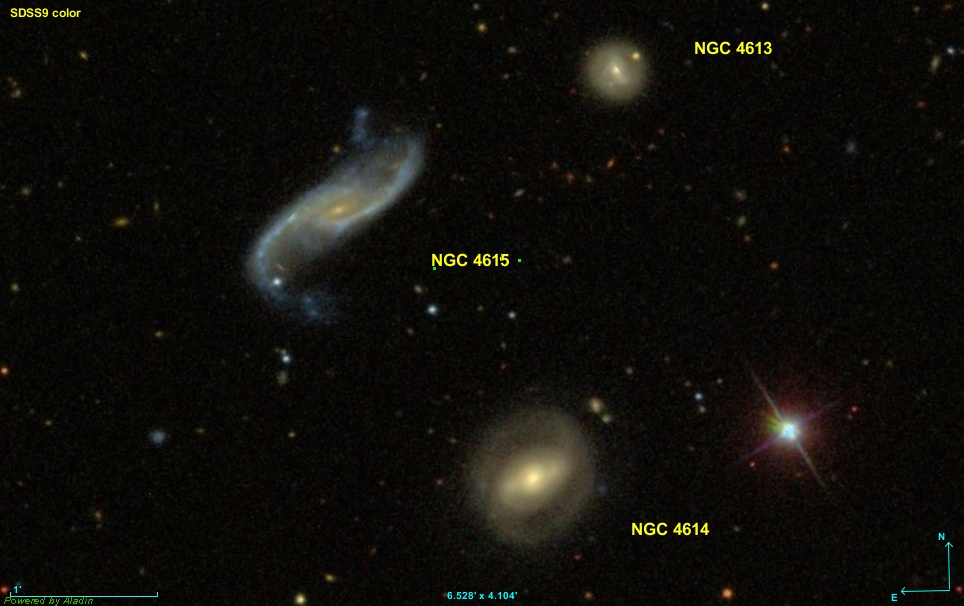
NGC 4615, NGC 4615 et NGC 4615 sont dans la même région de la sphère céleste.